# Taronites
La família dels Taronites fou un llinatge romà d'Orient originat en els prínceps de Taron Bagrat III i Gregori II, que el 968 van cedir el seu principat a l'imperi a canvi de terres i el títol de patrici.
La branca principal es va originar en Gregori II o Gregori Taronita (+995), casat amb Helena (filla de Miquel Lecapè i neta de Cristòfol Lecapè i de Sofia) que fou pare d'Asoci Taronita (+ 1005), magistros, que fou fet presoner pels búlgars i el 998 es va casar amb Miroslava, una filla o germana del tsar Samuel de Bulgària (+1014), i esdevingué governador de Dirràquion, ciutat que no triga a retrocedir als romans d'Orient. Asoci i Miroslava foren els pares de Gregori, patrici rebel executat el 1040. Gregori fou el pare de Miquel Taronita (+1093), protosebast, casat el 1067 amb Maria Comnena, filla de Joan Comnè, neta de Manuel Eròtic Comnè i besneta d'Isaac Comnè, i germana d'Aleix I Comnè emperador el 1081. Miquel i Maria van ser els pares de Joan Taronita-Comnè, sebast, duc de Skopje el 1092, mort vers el 1147. Joan fou el pare de Miquel Taronita; aquest només va tenir una filla, Maria Taronita (+1176) casada el 1146 amb Joan Ducas Comnè, duc de Xipre.
Gregori va tenir almenys un altre fill, en aquest cas una filla de nom Irene, que es va casar amb un membre d'una altra branca del llinatge de Taron, Romà Taronita. Segons d'altres, hi havia una altra filla, Agata, esposa de Constantí Escler.
La família va perdre tota influència a partir de la caiguda de l'Imperi Romà d'Orient i la formació de l'Imperi Llatí el 1204/1205.